# Чемпионат Занзибара по футболу
Чемпионат Занзибара по футболу (англ. Zanzibar Premier League) — высший футбольный дивизион Занзибара. Контролируется Занзибарской федерацией футбола. Участниками турнира являются 16 команд.
Впервые чемпионат Занзибара был разыгран в 1926 году среди девяти команд. Победителем стала команда «Мнази Моджа» (в переводе — «Каменный город»), которая была составлена из белых. В 1927 году был проведён турнир, в котором в финале выступили «Нью Кингс» и представители Коморской ассоциации. Данные о дальнейших розыгрышах неизвестны. В течение двух десятилетий сильнейшими командами были команды спортивного клуба «Араб» и департамента общественных работ.
С 2004 года Занзибар является самостоятельным членом Африканской конфедерации футбола и победитель местного чемпионата получает право сыграть во всеафриканских футбольных турнирах. В частности в 2023 году в Лиге чемпионов КАФ сыграл занзибарский КМКМ.
Действующим чемпионом является клуб ЖКУ. Рекорд по количеству побед в чемпионате принадлежит КМКМ, в активе которого 9 титулов (последний в 2023 году).

## Список победителей
- 1926 — Мнази Ммоджа
- 1959 — Малинди
- 1964 — Малинди
- 1981 — Уджамаа
- 1982 — Уджамаа
- 1983 — Смал Симба
- 1984 — КМКМ
- 1985 — Смал Симба
- 1986 — КМКМ
- 1987 — Миембени
- 1988 — Смал Симба
- 1989 — Малинди
- 1990 — Малинди
- 1991 — Смал Симба
- 1992 — Малинди
- 1993 — Шенгени
- 1994 — Шенгени
- 1995 — Смал Симба
- 1996 — Мландеге
- 1997 — Мландеге
- 1998 — Мландеге
- 1999 — Мландеге
- 2000 — Кипанга
- 2001 — Мландеге
- 2002 — Мландеге
- 2003 — Джамхури
- 2004 — КМКМ
- 2005 — Полиси
- 2006 — Полиси
- 2007 — Миембени
- 2008 — Миембени
- 2009 — Мафунзо
- 2010 — Занзибар Оушен Вью
- 2011 — Мафунзо
- 2012 — Супер Фалкон
- 2013 — КМКМ
- 2014 — КМКМ
- 2015 — Мафунзо
- 2016 — Зимамото
- 2017/18 — ЖКУ
- 2018/19 — ЖКУ
- 2019 — КМКМ
- 2020 — Мландеге
- 2021 — КМКМ
- 2021/22 — КМКМ
- 2022/23 — КМКМ
- 2023/24 — ЖКУ

## Победители по клубам
| Клуб        | Побед | Чемпионство по годам                                       |
| ----------- | ----- | ---------------------------------------------------------- |
| КМКМ        | 9     | 1984, 1986, 2004, 2013, 2014, 2019, 2021, 2021/22, 2022/23 |
| Мландеге    | 7     | 1996, 1997, 1998, 1999, 2001, 2002, 2020                   |
| Смал Симба  | 5     | 1983, 1985, 1988, 1991, 1995                               |
| Малинди     | 5     | 1959, 1964, 1989, 1990, 1992                               |
| ЖКУ         | 3     | 2017/18, 2018/19, 2023/24                                  |
| Миембени    | 3     | 1987, 2007, 2008                                           |
| Мафунзо     | 3     | 2009, 2011, 2015                                           |
| Уджамаа     | 2     | 1981, 1982                                                 |
| Полиси      | 2     | 2005, 2006                                                 |
| Шенгени     | 2     | 1993, 1994                                                 |
| Джамхури    | 1     | 2003                                                       |
| Кипанга     | 1     | 2000                                                       |
| Оушен Вью   | 1     | 2010                                                       |
| Зимамото    | 1     | 2016                                                       |
| Мнази Моджа | 1     | 1926                                                       |